# الخمسة جنيه (فلم)
الخمسة جنيه هو فيلم مصري تم إنتاجه عام 1946، قصة وحوار السيد بدير وسيناريو وإخراج حسن حلمي و بطولة محسن سرحان وزوزو نبيل وعبد الفتاح القصري.

## فريق العمل
إخراج: حسن حلمي
تأليف:
- السيد بدير (قصة وحوار)
- حسن حلمي (سيناريو)

بطولة:
- محسن سرحان (فريد)
- زوزو نبيل (فتحية)
- عبد الفتاح القصري (مسعود)
- وداد حمدي (صوت ورقة الخمسة جنيه / راوي الفيلم)
- سعيد خليل (مدحت)
- سعاد أحمد
- حسن كامل
- ثريا فخري
- زوبة الكلوباتية (راقصة)
- سامية رشدي
- عبد المنعم إسماعيل
- عبد الحميد زكي
- لطفي الحكيم
- شفيق نور الدين
- نجوى سالم